# JIMテクノロジー
JIMテクノロジー株式会社は、トンネル掘削機事業を行う日本の企業である。

## 概要
- 2016年10月1日、IHI、JFEエンジニアリング（旧日本鋼管）、三菱重工業のシールドマシン（トンネル掘削機）事業を統合。
- 国内外で 3,500 基以上のシールド掘進機の納入実績を有する。

## 沿革

### 三菱重工業
- 1939年 - 三菱重工、国産シールドマシン初号機、（関門トンネル向、 φ7.182ｍ）製造
- 2016年10月1日に、子会社の三菱重工メカトロシステムズから、ジャパントンネルシステムズ60%・三菱重工業40%出資のJIMテクノロジーに移管。

### ジャパントンネルシステムズ
IHI(旧石川島播磨重工）
- 1960年 - 初号機（名古屋市覚王山向、 φ6.58ｍ）製造

JFEエンジニアリング(旧日本鋼管）
- 1967年 - 初号機（横浜市鶴見川向、 φ5.0ｍ）製造

- 2010年1月1日 - IHI及びJFEエンジニアリング両社のシールド掘進機事業を統合、ジャパントンネルシステムズに移管

### テラテック
- 2018年、香港 テラテックの株式の 51%を取得する株式譲渡契約を締結、子会社化[2]。

## 事業所

### 国内事業所
- 本社・川崎事業所
  - 〒210-0024　神奈川県川崎市川崎区日進町1番地14 JMFビル川崎01  10F
- 神戸事業所・製造部神戸事業所
  - 〒652-0864 　兵庫県神戸市兵庫区笠松通7丁目2番25号 第6菱興ビル2F
  - 〒652-8585　兵庫県神戸市兵庫区和田崎町1丁目1番1号 三菱重工業（株）神戸造船所内
- 大阪営業所
  - 〒530-0005　大阪市北区中之島三丁目2番4号　フェスティバルタワー・ウエスト6F

### 生産工場
- JIMテクノロジー株式会社　神戸事業口所製造部
  - 〒652-8585　兵庫県神戸市兵庫区和田崎町1丁目1番1号

### 委託生産工場
- JFEエンジニアリング株式会社鶴見製作所
  - 〒230-8611 神奈川県横浜市鶴見区末広町2丁目1番地
- 株式会社IHI横浜工場
  - 〒235-8501 神奈川県横浜市磯子区新中原町1番地

## 関連企業
- Terratec Limited（香港）
  - 11/F Wharf T&T Centre, 7 Canton Road, Kowloon, Hong Kong

- Terratec Australia（オーストラリア）
- Terratec India（インド）
- Terratec Guangzhou（中国）